# Billel Omrani
Pour les articles homonymes, voir Omrani.
Billel Omrani, né le 2 juin 1993 à Forbach, est un footballeur international algérien, qui joue au poste d'attaquant au Politehnica Iași.
Il est le frère du footballeur Abdelhakim Omrani et de l'athlète Yassmina Omrani.

## Biographie
Né de parents algériens, Billel Omrani est issu d'une famille de sportifs. Ainsi, son grand frère Abdelhakim Omrani est footballeur professionnel tandis que sa sœur, Yassmina Omrani, participe à des compétitions d'athlétisme.

### Débuts à l'Olympique de Marseille (2010-2016)
Formé à l'Olympique de Marseille, Billel Omrani signe son premier contrat professionnel le 18 mars 2011 pour une durée de trois ans.

#### Saison 2011-2012
Le 2 octobre 2011, il joue son premier match sous le maillot phocéen au stade Vélodrome, en remplaçant Alou Diarra à la 83e minute lors d'un match nul (1-1) face au Stade brestois 29. Sous les ordres de Didier Deschamps, il doit faire face à la concurrence d'André-Pierre Gignac, de Jordan Ayew et de Loïc Rémy. Des problèmes de comportement lui sont également reprochés dont une certaine nonchalance et un manque d'investissement.

#### Saison 2012-2013
Sa situation ne s'arrange pas avec l'arrivée d'Elie Baup, ne disputant que 24 minutes de jeu en Ligue 1 et 65 en Ligue Europa en deux apparitions. Le 23 août 2012, il dispute ainsi son premier match européen face au Shériff Tiraspol en remplaçant Jordan Ayew à la 88e minute (victoire 1-2).

#### Saison 2013-2014: Prêt à Arles-Avignon
Lors de la saison 2013-2014, il est prêté pour une saison à l'AC Arles-Avignon, club pensionnaire de Ligue 2, pour s'aguerrir. Ses sauts d'humeur agacent toujours, notamment lors de la réception du RC Lens le 7 octobre 2013 où son entraîneur Franck Dumas déclare « Côté blessure, Junior (Dalé), c'est la cuisse, Hugo (Rodriguez), c'est un coup. Et Billel, c'est la tête... ». En Ligue 2, il n'est titulaire qu'à quatre reprises en treize apparitions. Il inscrit un but lors du premier tour de la Coupe de la Ligue, offrant la victoire aux siens lors d'un déplacement au CA Bastia.

#### Saison 2014-2015
De retour à l'OM, il fait partie des indésirables mais réussit finalement à séduire Marcelo Bielsa par sa technique et sa façon de protéger le ballon. Le 9 janvier 2015, il marque son premier but sous le maillot de Marseille et en Ligue 1 face au Montpellier HSC mais ne peut empêcher la défaite deux buts à un.

#### Saison 2015-2016
Écarté par Míchel, il est cantonné au groupe CFA lors de la saison 2015-2016, n'étant jamais convoqué avec le groupe professionnel, que ce soit pour une rencontre de championnat ou lors des coupes nationales.

### CFR Cluj (2016-2022)
En août 2016, Billel Omrani signe un contrat de trois ans, avec le club roumain du CFR Cluj. Arrivé dans la peau d'un remplaçant, il gagne progressivement sa place et s'installe dans la peau d'un titulaire. En vingt-huit rencontres de championnat, il est titulaire à dix reprises et auteur de cinq buts. Au terme de cette saison, des intérêts du Steaua Bucarest et de l'ESTAC sont évoqués.
Sa deuxième saison en Roumanie est du même acabit, apparaissant à 30 reprises en championnat dont 20 titularisations et inscrivant 8 buts.
En 2019, il reçoit le prix du joueur étranger de l'année en Roumanie par le quotidien Gazeta Sporturilor.
Omrani quitte le CFR Cluj en tant qu'agent libre à l'été 2022, après avoir aidé l'équipe à remporter cinq titres nationaux et deux supercoupes au cours de son séjour de six ans.

### FCSB (depuis 2022)
Le 13 septembre 2022, Omrani rejoint le FCSB et signe un contrat d'un an avec une option de deux ans supplémentaires.

### Carrière internationale
En février 2013, Omrani est invité par l'entraîneur de l'équipe nationale algérienne des moins de 20 ans, Jean-Marc Nobilo, pour participer au CAN junior 2013, mais il décline l'offre.
Le 27 mai 2022 il est appelé par Djamel Belmadi pour la première fois afin de disputer les 2 matchs de qualifications à la coupe d'Afrique 2023, contre l'Ouganda et la Tanzanie.
Il a fait ses débuts le 12 juin, remplaçant Rachid Ghezzal à la 71e minute d'une victoire 2-1 en amical contre l'Iran à Doha.

## Statistiques
| Saison                | Club                    | Championnat           | Championnat | Championnat | Championnat | Coupe nationale | Coupe nationale | Coupe nationale | Coupe de la Ligue | Coupe de la Ligue | Coupe de la Ligue | Supercoupe | Supercoupe | Supercoupe | Compétition(s) continentale(s) | Compétition(s) continentale(s) | Compétition(s) continentale(s) | Compétition(s) continentale(s) | Algérie | Algérie | Algérie | Total | Total | Total |
| Saison                | Club                    | Division              | M.          | B.          | P.d.        | M.              | B.              | P.d.            | M.                | B.                | P.d.              | M.         | B.         | P.d.       | Comp.                          | M.                             | B.                             | P.d.                           | M.      | B.      | P.d.    | M.    | B.    | P.d.  |
| 2011-2012             | Olympique de Marseille  | Ligue 1               | 1           | 0           | 0           | 1               | 0               | 1               | 1                 | 0                 | 0                 | -          | -          | -          | C1                             | 0                              | 0                              | 0                              | -       | -       | -       | 3     | 0     | 1     |
| 2012-2013             | Olympique de Marseille  | Ligue 1               | 1           | 0           | 0           | -               | -               | -               | 0                 | 0                 | 0                 | -          | -          | -          | C3                             | 2                              | 0                              | 0                              | -       | -       | -       | 3     | 0     | 0     |
| 2014-2015             | Olympique de Marseille  | Ligue 1               | 4           | 1           | 0           | 0               | 0               | 0               | -                 | -                 | -                 | -          | -          | -          | -                              | -                              | -                              | -                              | -       | -       | -       | 4     | 1     | 0     |
| 2015-2016             | Olympique de Marseille  | Ligue 1               | -           | -           | -           | -               | -               | -               | -                 | -                 | -                 | -          | -          | -          | -                              | -                              | -                              | -                              | -       | -       | -       | 0     | 0     | 0     |
| Sous-total            | Sous-total              | Sous-total            | 6           | 1           | 0           | 1               | 0               | 1               | 1                 | 0                 | 0                 | -          | -          | -          | -                              | 2                              | 0                              | 0                              | -       | -       | -       | 10    | 1     | 1     |
| 2013-2014             | AC Arles-Avignon (prêt) | Ligue 2               | 13          | 0           | 0           | -               | -               | -               | 2                 | 1                 | 0                 | -          | -          | -          | -                              | -                              | -                              | -                              | -       | -       | -       | 15    | 1     | 0     |
| 2016-2017             | CFR Cluj                | Liga I                | 28          | 5           | 4           | 2               | 1               | 0               | -                 | -                 | -                 | -          | -          | -          | -                              | -                              | -                              | -                              | -       | -       | -       | 30    | 6     | 4     |
| 2017-2018             | CFR Cluj                | Liga I                | 30          | 8           | 4           | 1               | 1               | 0               | -                 | -                 | -                 | -          | -          | -          | -                              | -                              | -                              | -                              | -       | -       | -       | 31    | 9     | 4     |
| 2018-2019             | CFR Cluj                | Liga I                | 32          | 6           | 8           | 4               | 0               | 2               | -                 | -                 | -                 | 1          | 0          | 0          | -                              | 5                              | 3                              | 0                              | -       | -       | -       | 42    | 9     | 10    |
| 2019-2020             | CFR Cluj                | Liga I                | 28          | 6           | 3           | -               | -               | -               | -                 | -                 | -                 | 1          | 0          | 0          | C3                             | 16                             | 7                              | 0                              | -       | -       | -       | 45    | 13    | 3     |
| 2020-2021             | CFR Cluj                | Liga I                | 16          | 3           | 2           | -               | -               | -               | -                 | -                 | -                 | -          | -          | -          | C3                             | 3                              | 0                              | 0                              | -       | -       | -       | 19    | 3     | 2     |
| 2021-2022             | CFR Cluj                | Liga I                | 30          | 5           | 9           | -               | -               | -               | -                 | -                 | -                 | 1          | 0          | 0          | C4                             | 11                             | 2                              | 1                              | 1       | 0       | 0       | 43    | 7     | 10    |
| Sous-total            | Sous-total              | Sous-total            | 164         | 33          | 30          | 7               | 2               | 2               | -                 | -                 | -                 | 3          | 0          | 0          | -                              | 35                             | 12                             | 7                              | 1       | 0       | 0       | 210   | 47    | 39    |
| 2022-2023             | FCSB                    | Liga I                | 22          | 2           | 1           | -               | -               | -               | -                 | -                 | -                 | -          | -          | -          | C4                             | -                              | -                              | -                              | -       | -       | -       | 22    | 2     | 1     |
| 2023-2024             | Petrolul Ploiești       | Liga I                | 5           | 0           | 0           | 2               | 0               | 0               | -                 | -                 | -                 | -          | -          | -          | -                              | -                              | -                              | -                              | -       | -       | -       | 7     | 0     | 0     |
| 2023-2024             | Wisła Cracovie          | Ekstraklasa           | 2           | 0           | 0           | 0               | 0               | 0               | -                 | -                 | -                 | -          | -          | -          | -                              | -                              | -                              | -                              | -       | -       | -       | 2     | 0     | 0     |
| 2024-2025             | Politehnica Iași        | Liga I                | -           | -           | -           | -               | -               | -               | -                 | -                 | -                 | -          | -          | -          | -                              | -                              | -                              | -                              | -       | -       | -       | 0     | 0     | 0     |
| Total sur la carrière | Total sur la carrière   | Total sur la carrière | 212         | 36          | 31          | 10              | 2               | 3               | 3                 | 1                 | 0                 | 3          | 0          | 0          | -                              | 37                             | 12                             | 7                              | 1       | 0       | 0       | 266   | 51    | 41    |

### En sélection nationale
| Saison                | Sélection             | Phases finales        | Phases finales | Phases finales | Phases finales | Éliminatoires | Éliminatoires | Éliminatoires | Matchs amicaux | Matchs amicaux | Matchs amicaux | Total | Total | Total |
| Saison                | Sélection             | Compétition           | M              | B              | Pd             | M             | B             | Pd            | M              | B              | Pd             | M     | B     | Pd    |
| --------------------- | --------------------- | --------------------- | -------------- | -------------- | -------------- | ------------- | ------------- | ------------- | -------------- | -------------- | -------------- | ----- | ----- | ----- |
| 2021-2022             | Algérie               | CAN 2021              | -              | -              | -              | 0             | 0             | 0             | 1              | 0              | 0              | 1     | 0     | 0     |
| Total sur la carrière | Total sur la carrière | Total sur la carrière | 0              | 0              | 0              | 0             | 0             | 0             | 1              | 0              | 0              | 1     | 0     | 0     |

#### Matchs internationaux
Le tableau suivant liste les rencontres de l'équipe d'Algérie dans lesquelles Billel Omrani a été sélectionné depuis le 12 juin 2022 jusqu'à présent.

## Palmarès
- Olympique de Marseille
  - Championnat de France :
    - Vice-champion : 2013
- CFR Cluj
  - Championnat de Roumanie (5) :
    - Champion : 2018, 2019 , 2020 , 2021 , 2022

  - Supercoupe de Roumanie (2) :
    - Vainqueur en 2018 (en) , 2020
    - Finaliste en 2019 (en) , 2021

## Distinctions individuelles
- Meilleur joueur étranger du Championnat de Roumanie par le Gazeta Sporturilor en 2019 [14]
- Meilleur buteur de la phase de qualification en ligue des champions en 2019 (6 buts)